# Apristurus herklotsi
Apristurus herklotsi és un peix de la família dels esciliorrínids i de l'ordre dels carcariniformes.

## Morfologia
Pot arribar als 48,5 cm de llargària total.

## Reproducció
És ovípar.

## Distribució geogràfica
Es troba a les costes del Pacífic occidental: Japó, les Filipines i la Mar de la Xina.